# Ватагино (Новгородская область)
Ватагино — деревня в Окуловском муниципальном районе Новгородской области, относится к Боровёнковскому сельскому поселению.
Деревня расположена на левом берегу реки Клокина на Валдайской возвышенности, в 17 км к северу от Окуловки (54 км по автомобильной дороге), до административного центра сельского поселения — посёлка Боровёнка 15 км (18 км по автомобильной дороге).
В 2 км к западу от деревни находится деревня Крутец.

## История
До революции Ватагино — деревня Крестецкого уезда, Каёвской волости, Язвищского погоста.
В 1800 году в Ватагино  строит усадьбу Сибирский генерал-губернатор Б. Б. Леццано (1740-1827), после того, как император Павел I пожаловал ему 400 душ в деревнях Ватагино, Крутец, Коржава и других.
В 1827 году имение досталось его внучке Софье Петровне Дивовой, дочери П.Г. Дивова — действительного статского советника и кавалера, воспитателя великих князей Николая и Михаила Павловичей. После её брака с П.А. Храповицким имение Ватагино перешло к роду Храповицких и принадлежало им до самой революции.
До 2005 года деревня входила в число населённых пунктов подчинённых администрации Каёвского сельсовета.

## Известные уроженцы
- Митрополит Антоний (Храповицкий)

## Население
| 2010 |
| ---- |
| 5    |

## Транспорт
Ближайшая железнодорожная станция расположена в Боровёнке. В 2 км от деревни, в Крутце проходит автомобильная дорога Боровёнка — Висленев Остров — Любытино.